# آلبرت بوگن
آلبرت بوگن (مجاری: Bogen Albert; ۸ آوریل ۱۸۸۲ – ۱۴ ژوئیهٔ ۱۹۶۱) شمشیرباز اهل مجارستان بود.